# Quả đậu non
Quả đậu non, hay đậu non, là quả đậu chưa chín (unripe), chưa tách vỏ và được thu hoạch khi chưa trưởng thành (immature) hay còn non của các giống cây trồng các loài đậu có vỏ Phaseolus vulgaris

## Tên gọi
Quả đậu non còn có tên gọi đậu ve hay đậu cô ve hay đậu que, còn gọi là: đậu a ri cô ve do biến âm từ tiếng Pháp: haricot vert.

## Sử dụng
Quả đậu non có thể được thu hoạch, hái và sử dụng để ăn cả vỏ và các hạt

## Sản xuất
Theo Tổ chức Lương thực và Nông nghiệp Liên Hợp Quốc (FAOSTAT), những nhà sản xuất quả đậu non lớn nhất (theo tấn) năm 2012.
| Thứ hạng | Quốc gia    | Sản xuất (t) |
| -------- | ----------- | ------------ |
| 1        | Trung Quốc  | 16.200.000   |
| 2        | Indonesia   | 871.170      |
| 3        | Ấn Độ       | 620.000      |
| 4        | Thổ Nhĩ Kỳ  | 614.960      |
| 5        | Thái Lan    | 305.000      |
| 6        | Ai Cập      | 251.279      |
| 7        | Tây Ban Nha | 165.400      |
| 8        | Ý           | 134.124      |
| 9        | Maroc       | 133.744      |
| 10       | Bangladesh  | 94.356       |
|          | Thế giới    | 20.742.857   |

## Hình ảnh

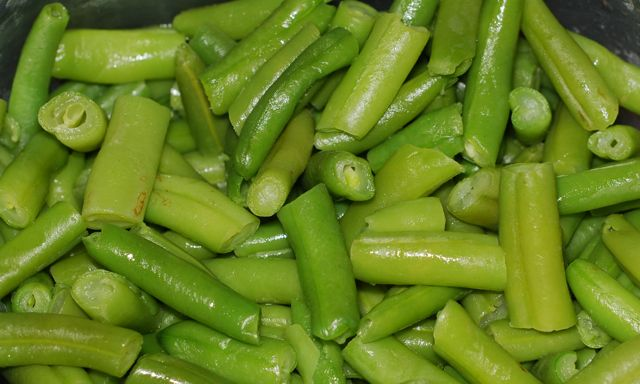
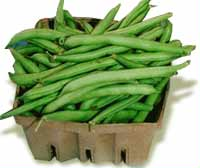